# Фалькони, Альфонсо
Альфонсо Фалькони (итал. Alfonso Falconi; 4 марта 1859, Капракотта — 1920, Флоренция) — итальянский композитор.
Учился в неаполитанской Консерватории Сан-Пьетро-а-Майелла у Беньямино Чези (фортепиано) и Паоло Серрао (композиция).
На рубеже веков преподавал во Флоренции, где у него учился, в частности, М. В. Иванов-Борецкий. В 1902 году с Большой фантазией для двух фортепиано с оркестром стал победителем конкурса композиторов, проводившегося Флорентийской консерваторией. Редактировал журнал La nuova musica, основал музыкальное издательство Nicola Salonoff (анаграмма собственных имени и фамилии), в котором выходили как музыкальные произведения (в частности, Франческо Баярди), так и музыковедческие труды — в том числе книга самого Фалькони с возражениями против музыковедческих взглядов Саломона Ядассона (итал. Esposizione critica dei trattati di S. Jadasshon; 1905).
В 1906 году вернулся в Неаполь и занял должность профессора теории музыки и сольфеджио в Консерватории Сан-Пьетро-а-Майелла.
В композиторском наследии Фалькони преобладают фортепианные сочинения, многие из которых основаны на региональном итальянском фольклорном материале. Как отмечал в своей «Истории фортепианной музыки» Г. Вестерби, Фалькони «энергичен и мужественен в своей Сюите, проявляющей черты старого итальянского стиля, а также в интересных характеристических „Песнях Аллии“ (итал. Canti dell'Allia) и Серенаде Op. 39». Ему принадлежит также оперетта «Война с женщинами» (итал. Guerra alle donne; 1881, либретто Энрико Голишиани).